# فرانكلين إل. جيلسون
فرانكلين إل. جيلسون هو قاضي وسياسي أمريكي، ولد في 22 أكتوبر 1846 في ميدلفيلد في الولايات المتحدة، وتوفي في 7 يونيو 1892. نشط حزبياً في الحزب الجمهوري. وقد انتخب عضو جمعية ولاية ويسكونسن ‏.